# Eleições legislativas portuguesas de 1980 no distrito de Portalegre
| Eleições legislativas portuguesas de 1980 Distritos: Aveiro \| Beja \| Braga \| Bragança \| Castelo Branco \| Coimbra \| Évora \| Faro \| Guarda \| Leiria \| Lisboa \| Portalegre \| Porto \| Santarém \| Setúbal \| Viana do Castelo \| Vila Real \| Viseu \| Açores \| Madeira \| Estrangeiro |

## Resultados por Concelho
Os resultados nos concelhos do Distrito de Portalegre foram os seguintes:

### Alter do Chão
| Partido                 | Partido                           | Votos | %               | +/-  |
| ----------------------- | --------------------------------- | ----- | --------------- | ---- |
|                         | Aliança Democrática               | 1 261 | 35,01 / 100,00  | 0,99 |
|                         | Frente Republicana e Socialista   | 1 040 | 28,87 / 100,00  | 5,72 |
|                         | Aliança Povo Unido                | 1 000 | 27,76 / 100,00  | 5,00 |
|                         | Partido Socialista Revolucionário | 70    | 1,94 / 100,00   | 0,92 |
|                         | PCTP/MRPP                         | 48    | 1,33 / 100,00   | 0,54 |
|                         | POUS-PST                          | 44    | 1,22 / 100,00   | -    |
|                         | Outros                            | 52    | 1,44 / 100,00   |      |
| Votos Inválidos         | Votos Inválidos                   | 87    | 2,42 / 100,00   | 1,57 |
| Total                   | Total                             | 3 602 | 100,00 / 100,00 |      |
| Eleitorado/Participação | Eleitorado/Participação           | 4 041 | 89,14 / 100,00  | 1,51 |

### Arronches
| Partido                 | Partido                         | Votos | %               | +/-  |
| ----------------------- | ------------------------------- | ----- | --------------- | ---- |
|                         | Frente Republicana e Socialista | 1 167 | 38,55 / 100,00  | 0,55 |
|                         | Aliança Democrática             | 962   | 31,78 / 100,00  | 0,52 |
|                         | Aliança Povo Unido              | 708   | 23,39 / 100,00  | 0,91 |
|                         | POUS-PST                        | 54    | 1,78 / 100,00   | -    |
|                         | Outros                          | 93    | 3,08 / 100,00   |      |
| Votos Inválidos         | Votos Inválidos                 | 43    | 1,42 / 100,00   | 1,23 |
| Total                   | Total                           | 3 027 | 100,00 / 100,00 |      |
| Eleitorado/Participação | Eleitorado/Participação         | 3 547 | 85,34 / 100,00  | 0,90 |

### Avis
| Partido                 | Partido                           | Votos | %               | +/-  |
| ----------------------- | --------------------------------- | ----- | --------------- | ---- |
|                         | Aliança Povo Unido                | 2 365 | 53,76 / 100,00  | 1,19 |
|                         | Aliança Democrática               | 1 181 | 26,85 / 100,00  | 2,73 |
|                         | Frente Republicana e Socialista   | 662   | 15,05 / 100,00  | 3,87 |
|                         | Partido Socialista Revolucionário | 45    | 1,02 / 100,00   | 0,65 |
|                         | Outros                            | 89    | 2,03 / 100,00   |      |
| Votos Inválidos         | Votos Inválidos                   | 57    | 1,29 / 100,00   | 0,41 |
| Total                   | Total                             | 4 399 | 100,00 / 100,00 |      |
| Eleitorado/Participação | Eleitorado/Participação           | 4 747 | 92,67 / 100,00  | 1,49 |

### Campo Maior
| Partido                 | Partido                         | Votos | %               | +/-  |
| ----------------------- | ------------------------------- | ----- | --------------- | ---- |
|                         | Aliança Povo Unido              | 2 119 | 37,47 / 100,00  | 2,11 |
|                         | Frente Republicana e Socialista | 1 949 | 34,47 / 100,00  | 0,03 |
|                         | Aliança Democrática             | 1 347 | 23,82 / 100,00  | 1,83 |
|                         | POUS-PST                        | 57    | 1,01 / 100,00   | -    |
|                         | Outros                          | 110   | 1,94 / 100,00   |      |
| Votos Inválidos         | Votos Inválidos                 | 73    | 1,29 / 100,00   | 0,10 |
| Total                   | Total                           | 5 655 | 100,00 / 100,00 |      |
| Eleitorado/Participação | Eleitorado/Participação         | 6 309 | 89,63 / 100,00  | 0,41 |

### Castelo de Vide
| Partido                 | Partido                           | Votos | %               | +/-  |
| ----------------------- | --------------------------------- | ----- | --------------- | ---- |
|                         | Frente Republicana e Socialista   | 1 323 | 42,31 / 100,00  | 2,14 |
|                         | Aliança Democrática               | 934   | 29,87 / 100,00  | 0,51 |
|                         | Aliança Povo Unido                | 486   | 15,54 / 100,00  | 1,86 |
|                         | POUS-PST                          | 111   | 3,55 / 100,00   | -    |
|                         | Partido Trabalhista               | 52    | 1,66 / 100,00   | -    |
|                         | União Democrática Popular         | 40    | 1,28 / 100,00   | 1,05 |
|                         | Partido Socialista Revolucionário | 37    | 1,18 / 100,00   | 0,44 |
|                         | Outros                            | 40    | 1,28 / 100,00   |      |
| Votos Inválidos         | Votos Inválidos                   | 104   | 3,33 / 100,00   | 1,61 |
| Total                   | Total                             | 3 127 | 100,00 / 100,00 |      |
| Eleitorado/Participação | Eleitorado/Participação           | 3 627 | 86,21 / 100,00  | 2,61 |

### Crato
| Partido                 | Partido                           | Votos | %               | +/-  |
| ----------------------- | --------------------------------- | ----- | --------------- | ---- |
|                         | Frente Republicana e Socialista   | 1 574 | 40,19 / 100,00  | 1,89 |
|                         | Aliança Povo Unido                | 1 069 | 27,30 / 100,00  | 1,51 |
|                         | Aliança Democrática               | 979   | 25,00 / 100,00  | 2,78 |
|                         | Partido Socialista Revolucionário | 58    | 1,48 / 100,00   | 0,40 |
|                         | POUS-PST                          | 48    | 1,23 / 100,00   | -    |
|                         | Outros                            | 68    | 1,75 / 100,00   |      |
| Votos Inválidos         | Votos Inválidos                   | 120   | 3,06 / 100,00   | 1,57 |
| Total                   | Total                             | 3 916 | 100,00 / 100,00 |      |
| Eleitorado/Participação | Eleitorado/Participação           | 4 617 | 84,82 / 100,00  | 4,02 |

### Elvas
| Partido                 | Partido                           | Votos  | %               | +/-  |
| ----------------------- | --------------------------------- | ------ | --------------- | ---- |
|                         | Aliança Democrática               | 5 712  | 36,31 / 100,00  | 1,23 |
|                         | Frente Republicana e Socialista   | 5 148  | 32,72 / 100,00  | 2,83 |
|                         | Aliança Povo Unido                | 3 365  | 21,39 / 100,00  | 5,35 |
|                         | POUS-PST                          | 367    | 2,33 / 100,00   | -    |
|                         | Partido Socialista Revolucionário | 251    | 1,60 / 100,00   | 0,51 |
|                         | Outros                            | 479    | 3,05 / 100,00   |      |
| Votos Inválidos         | Votos Inválidos                   | 411    | 2,61 / 100,00   | 0,46 |
| Total                   | Total                             | 15 733 | 100,00 / 100,00 |      |
| Eleitorado/Participação | Eleitorado/Participação           | 18 111 | 86,87 / 100,00  | 2,47 |

### Fronteira
| Partido                 | Partido                         | Votos | %               | +/-  |
| ----------------------- | ------------------------------- | ----- | --------------- | ---- |
|                         | Frente Republicana e Socialista | 1 207 | 37,75 / 100,00  | 7,69 |
|                         | Aliança Democrática             | 1 030 | 32,22 / 100,00  | 0,37 |
|                         | Aliança Povo Unido              | 759   | 23,74 / 100,00  | 5,84 |
|                         | POUS-PST                        | 43    | 1,35 / 100,00   | -    |
|                         | União Democrática Popular       | 34    | 1,06 / 100,00   | 1,37 |
|                         | Outros                          | 63    | 1,98 / 100,00   |      |
| Votos Inválidos         | Votos Inválidos                 | 61    | 1,91 / 100,00   | 1,27 |
| Total                   | Total                           | 3 197 | 100,00 / 100,00 |      |
| Eleitorado/Participação | Eleitorado/Participação         | 3 548 | 90,11 / 100,00  | 0,94 |

### Gavião
| Partido                 | Partido                           | Votos | %               | +/-  |
| ----------------------- | --------------------------------- | ----- | --------------- | ---- |
|                         | Frente Republicana e Socialista   | 1 921 | 41,82 / 100,00  | 3,94 |
|                         | Aliança Democrática               | 1 173 | 25,53 / 100,00  | 0,41 |
|                         | Aliança Povo Unido                | 973   | 21,18 / 100,00  | 4,71 |
|                         | POUS-PST                          | 129   | 2,81 / 100,00   | -    |
|                         | Partido Socialista Revolucionário | 77    | 1,68 / 100,00   | 0,03 |
|                         | PCTP/MRPP                         | 48    | 1,04 / 100,00   | 0,77 |
|                         | Outros                            | 87    | 1,90 / 100,00   |      |
| Votos Inválidos         | Votos Inválidos                   | 186   | 4,05 / 100,00   | 0,60 |
| Total                   | Total                             | 4 594 | 100,00 / 100,00 |      |
| Eleitorado/Participação | Eleitorado/Participação           | 5 647 | 81,35 / 100,00  | 4,26 |

### Marvão
| Partido                 | Partido                           | Votos | %               | +/-  |
| ----------------------- | --------------------------------- | ----- | --------------- | ---- |
|                         | Frente Republicana e Socialista   | 1 652 | 42,08 / 100,00  | 3,66 |
|                         | Aliança Democrática               | 1 461 | 37,21 / 100,00  | 1,23 |
|                         | Aliança Povo Unido                | 355   | 9,04 / 100,00   | 4,66 |
|                         | POUS-PST                          | 106   | 2,70 / 100,00   | -    |
|                         | Partido Socialista Revolucionário | 69    | 1,76 / 100,00   | 0,13 |
|                         | Partido Trabalhista               | 54    | 1,38 / 100,00   | -    |
|                         | PCTP/MRPP                         | 41    | 1,04 / 100,00   | 0,57 |
|                         | Outros                            | 39    | 1,00 / 100,00   |      |
| Votos Inválidos         | Votos Inválidos                   | 149   | 3,79 / 100,00   | 1,26 |
| Total                   | Total                             | 3 926 | 100,00 / 100,00 |      |
| Eleitorado/Participação | Eleitorado/Participação           | 4 461 | 88,01 / 100,00  | 2,05 |

### Monforte
| Partido                 | Partido                           | Votos | %               | +/-  |
| ----------------------- | --------------------------------- | ----- | --------------- | ---- |
|                         | Aliança Democrática               | 1 005 | 33,59 / 100,00  | 0,67 |
|                         | Aliança Povo Unido                | 897   | 29,98 / 100,00  | 5,32 |
|                         | Frente Republicana e Socialista   | 822   | 27,47 / 100,00  | 5,77 |
|                         | POUS-PST                          | 56    | 1,87 / 100,00   | -    |
|                         | Partido Socialista Revolucionário | 44    | 1,47 / 100,00   | 0,33 |
|                         | PCTP/MRPP                         | 30    | 1,00 / 100,00   | 0,31 |
|                         | Outros                            | 51    | 1,71 / 100,00   |      |
| Votos Inválidos         | Votos Inválidos                   | 87    | 2,91 / 100,00   | 1,84 |
| Total                   | Total                             | 2 992 | 100,00 / 100,00 |      |
| Eleitorado/Participação | Eleitorado/Participação           | 3 347 | 89,39 / 100,00  | 1,31 |

### Nisa
| Partido                 | Partido                           | Votos | %               | +/-  |
| ----------------------- | --------------------------------- | ----- | --------------- | ---- |
|                         | Frente Republicana e Socialista   | 3 136 | 39,32 / 100,00  | 3,37 |
|                         | Aliança Democrática               | 2 506 | 31,42 / 100,00  | 1,68 |
|                         | Aliança Povo Unido                | 1 562 | 19,58 / 100,00  | 2,77 |
|                         | POUS-PST                          | 151   | 1,89 / 100,00   | -    |
|                         | Partido Socialista Revolucionário | 113   | 1,42 / 100,00   | 0,25 |
|                         | Outros                            | 206   | 2,58 / 100,00   |      |
| Votos Inválidos         | Votos Inválidos                   | 302   | 3,79 / 100,00   | 1,56 |
| Total                   | Total                             | 7 976 | 100,00 / 100,00 |      |
| Eleitorado/Participação | Eleitorado/Participação           | 9 255 | 86,18 / 100,00  | 1,54 |

### Ponte de Sôr
| Partido                 | Partido                           | Votos  | %               | +/-  |
| ----------------------- | --------------------------------- | ------ | --------------- | ---- |
|                         | Aliança Povo Unido                | 5 631  | 43,96 / 100,00  | 1,45 |
|                         | Aliança Democrática               | 3 906  | 30,50 / 100,00  | 1,06 |
|                         | Frente Republicana e Socialista   | 2 314  | 18,07 / 100,00  | 0,42 |
|                         | Partido Socialista Revolucionário | 195    | 1,52 / 100,00   | 0,58 |
|                         | POUS-PST                          | 168    | 1,31 / 100,00   | -    |
|                         | PCTP/MRPP                         | 136    | 1,06 / 100,00   | 0,11 |
|                         | Outros                            | 184    | 1,44 / 100,00   |      |
| Votos Inválidos         | Votos Inválidos                   | 274    | 2,14 / 100,00   | 0,89 |
| Total                   | Total                             | 12 808 | 100,00 / 100,00 |      |
| Eleitorado/Participação | Eleitorado/Participação           | 14 603 | 87,71 / 100,00  | 0,04 |

### Portalegre
| Partido                 | Partido                           | Votos  | %               | +/-  |
| ----------------------- | --------------------------------- | ------ | --------------- | ---- |
|                         | Frente Republicana e Socialista   | 7 671  | 40,35 / 100,00  | 2,26 |
|                         | Aliança Democrática               | 7 347  | 38,65 / 100,00  | 1,30 |
|                         | Aliança Povo Unido                | 2 636  | 13,87 / 100,00  | 4,01 |
|                         | POUS-PST                          | 362    | 1,90 / 100,00   | -    |
|                         | Partido Socialista Revolucionário | 220    | 1,16 / 100,00   | 0,45 |
|                         | Outros                            | 390    | 2,04 / 100,00   |      |
| Votos Inválidos         | Votos Inválidos                   | 384    | 2,02 / 100,00   | 0,84 |
| Total                   | Total                             | 19 010 | 100,00 / 100,00 |      |
| Eleitorado/Participação | Eleitorado/Participação           | 21 108 | 90,06 / 100,00  | 1,27 |

### Sousel
| Partido                 | Partido                           | Votos | %               | +/-  |
| ----------------------- | --------------------------------- | ----- | --------------- | ---- |
|                         | Aliança Democrática               | 2 346 | 44,71 / 100,00  | 3,57 |
|                         | Aliança Povo Unido                | 2 031 | 38,71 / 100,00  | 1,34 |
|                         | Frente Republicana e Socialista   | 536   | 10,22 / 100,00  | 1,79 |
|                         | Partido Socialista Revolucionário | 57    | 1,09 / 100,00   | 0,37 |
|                         | Outros                            | 150   | 2,86 / 100,00   |      |
| Votos Inválidos         | Votos Inválidos                   | 127   | 2,42 / 100,00   | 0,14 |
| Total                   | Total                             | 5 247 | 100,00 / 100,00 |      |
| Eleitorado/Participação | Eleitorado/Participação           | 5 792 | 90,59 / 100,00  | 0,34 |